# Gran Muralla Subterránea de China
La Gran Muralla Subterránea de China (chino :地下长城; pinyin : Dìxià Chángchéng ) es el nombre no oficial del sistema de túneles de 3.000 millas (5.000 kilómetros) utilizado por China para almacenar y transportar misiles balísticos intercontinentales (ICBM).

## Descripción
Al tratarse de una materia considerada secreta por las autoridades, apenas hay disponible información sobre los túneles; sin bien se sabe que permiten transportar misiles balísticos intercontinentales móviles (ICBM) a diferentes silos misilísticos y posiblemente almacenarlos en búnkeres subterráneos reforzados, mejorando enormemente las posibilidades de supervivencia del ICBM ante ataques nucleares directos frente a los ICBM situados en silos nucleares estáticos, más fáciles de atacar.[cita requerida]
Un estudio, elaborado a lo largo de tres años por un equipo de la Universidad de Georgetown dirigido por Phillip Karber, elaboró mapas  del complejo sistema de túneles de China de 5.000 kilómetros. El informe determinó que el tamaño del arsenal nuclear chino está subestimado y que en la red de túneles se pueden almacenar hasta 3.000 ojivas nucleares. Esta hipotética capacidad de almacenamiento, junto con la afirmación de que podrían producir Isótopos fisibles vertida por Karber, permitió a los medios occidentales publicar que había 3.000 ojivas en la instalación. El estudio de Karber sostiene que no es probable que, dada la profundidad a la que se encuentran, las armas nucleares convencionales o de bajo rendimiento, como la B61-11, puedan llegar a los túneles.